# آندره بوکو
آندره بوکو (انگلیسی: Andre Boucaud؛ زادهٔ ۱۰ اکتبر ۱۹۸۴) بازیکن فوتبال اهل بریتانیا است.
از باشگاه‌هایی که در آن بازی کرده‌است می‌توان به باشگاه فوتبال پیتربورو یونایتد، باشگاه فوتبال یورک سیتی، باشگاه فوتبال لوتون تاون، باشگاه فوتبال ردینگ، باشگاه فوتبال کترینگ تاون، باشگاه فوتبال داگنم و ردبریج، باشگاه فوتبال بارنت، باشگاه فوتبال مایدستون یونایتد، باشگاه فوتبال نوتس کانتی، باشگاه فوتبال وایکام واندررز، و باشگاه فوتبال آلدرشات تاون اشاره کرد.
وی همچنین در تیم ملی فوتبال ترینیداد و توباگو بازی کرده‌است.